# Ken Horton
Kenneth "Ken" Horton (Ossining, Nueva York, 25 de julio de 1989) es un jugador de baloncesto estadounidense que pertenece a la plantilla del Gimnasia y Esgrima de la Liga Nacional de Básquet de Argentina. Mide 2,01 metros de altura y ocupa la posición de Ala-Pívot.

## Carrera deportiva

### Universidad
Horton fue al Ossining High School en Ossining (villa), New York, antes de matricularse en la Universidad de Central Connecticut (CCSU) en 2007. En la 2007-08, Horton promedió 12,7 puntos y 5,4 rebotes por partido y fue nombrado en el All-Northeast Conference ( NEC) Rookie Team. Puso 63 tapones esa temporada, la cuarta mejor marca en la historia de la universidad y al mismo tiempo, se convirtió en el primer freshman desde la temporada 1996-1997, que lideraba la Northeast Conference en tapones. En la temporada siguiente, Horton fue nombrado Second Team all-conference. Lideró a los Blue Devils y fue tercero en la conferencia en puntos con 16.5 puntos por partido, además de ser el máximo reboteador de su equipo con 5.8 por partido. Debido a una lesión, se perdió toda la temporada 2009-2010.
Cuando Horton volvió como júnior en la 2010-11, demostró seguir siendo uno de los mejores de la Northeast Conference. Lideró la liga en anotación con 19.5 puntos por partido, fue tercero en rebotes con 8.9 por partido, anotó más de 20 puntos 14 veces y más de 30 puntos en cuatro ocasiones. También lideró la NEC en dobles-dobles con 12 y acumuló cinco NEC Player of the Week, más que cualquier otro jugador en la temporada. Fue nombrado Northeast Conference Player of the Year, convirtiéndose en el quinto Blue Devil de la historia en ganar este premio. Associated Press también lo nombró Honorable Mention All-American.
Aunque su última temporada fue estadísticamente comparable a su temporada júnior, (19.0 puntos, 8.9 rebotes por partido), no pudo repetir como conference's player of the year. Al término de su carrera universitaria, ya era el máximo anotador de la historia de Central Connecticut con 1.966 puntos.

### Profesional
Horton fue invitado a participar en el Portsmouth Invitational Tournament de 2012, un evento anual que presenta a los 64 mejores jugadores que se han graduado a los scouts de la NBA. Sin embargo, no fue seleccionado en el Draft de la NBA de 2012. Horton empezó su carrera profesional en 2012, en el Stade Olympique Maritime Boulonnais francés, pero acabó la temporada en el Apollon Limassol BC chipriota.
En la temporada 2013-2014 jugó en el Huracanes de Tampico mexicano, acabando la temporada en el Ballarat Miners australiano. La temporada 2014-2015 jugó en las filas del Joensuun Kataja, donde ganó la Korisliiga y disputó la Eurochallenge.
En el verano de 2015 firmó con el medi Bayreuth alemán.
En la temporada 2019-20, forma parte de la plantilla de Basket Brescia Leonessa con el que realiza unas medias de 11.9 puntos y 5.5 rebotes en la Lega italiana, y 11.1 puntos y 5.0 rebotes en la EuroCup.
En agosto de 2020, se confirma su fichaje por San Pablo Burgos de la Liga Endesa.
En agosto de 2022, luego de haber jugado en el BSN de Puerto Rico con los Grises de Humacao, firma por el Beirut Club de Líbano.
El 14 de febrero de 2023, firma por el Carplus Fuenlabrada de la Liga ACB.
El 4 de febrero de 2025 firma por el Gimnasia y Esgrima de la Liga Nacional de Básquet de Argentina.